# Lisa Jobst
Lisa Jobst (* 27. August 1920 in Dresden; † 5. Juli 2005 in Leipzig) war eine deutsche Schriftstellerin.

## Leben
Die Lyrikerin veröffentlichte zu DDR-Zeiten in der Zeitschrift Das Magazin und vielen anderen Zeitungen und Zeitschriften.
Weil ihr Vater ein gewalttätiger Alkoholiker war, floh ihre Mutter mit ihr nach Den Haag in den Niederlanden. Lisa Jobst wuchs dort auf und lernte nach der Volksschule Modistin (Hutmacherin). Bei einem Urlaub in Deutschland lernte sie ihren ersten Mann kennen, sie verlor ihn 1945 im Zweiten Weltkrieg. Nach Kriegsende arbeitete sie im sächsischen Flöha als Angestellte, schließlich als Kreis-Bibliothekarin. In zweiter Ehe heiratete sie 1959 den Schriftsteller Herbert Jobst und lebte bis zu ihrer schweren Erkrankung (Parkinson-Krankheit) im  mecklenburgischen Neustrelitz, ab 2002 bis zu ihrem Tode in Leipzig.
Sie war u. a. mit der Schriftstellerin Brigitte Reimann, dem Autor Helmut Sakowski und den Lyrikern Peter Hacks und Friedrich Löchner befreundet. Bekannt geworden ist sie durch die Publikation von frivolen und witzigen Gedichten in Zeitschriften wie dem Magazin. Erst 1990 konnte sie ihren ersten Lyrikband Ver-Dichtung (federchen-verlag neubrandenburg) veröffentlichen. Thema ihrer späten Gedichte ist unter anderem die weibliche Sexualität im Alter. Ein zweiter Lyrikband erschien im Jahre 2000 und heißt Sollst für mich das Zünglein sein (ebenfalls federchen-verlag neubrandenburg).